# Salmo 4
Il salmo 4 costituisce il quarto capitolo del Libro dei salmi, nella traduzione della Bibbia CEI inizia con le parole: "Quando t'invoco, rispondimi, Dio della mia giustizia!". In latino è noto con il titolo "Cum invocarem".